# بلدن (میسیسیپی)
بلدن (به انگلیسی: Belden) یک منطقهٔ مسکونی در ایالات متحده آمریکا است که در میسیسیپی واقع شده‌است. بلدن ۱۰۴٫۸۵ متر بالاتر از سطح دریا واقع شده‌است.